# ファミ箏
ファミ箏（ファミこと）は、和楽器による編成でゲームミュージックを演奏する日本の音楽グループ。

## 概要
代表の生田流箏奏者沖政一志をはじめ、邦楽界で活躍するメンバーが集結し、邦楽のルーツとゲームミュージックとしての魅力を追及した和楽器演奏団体。2011年の4starオーケストラから結成し、単独公演のほかオーケストラ、バンドなど多様なアーティストとのコラボレーション、YouTubeやニコニコ動画など動画サイトへの配信も積極的に行うなど、和楽器とゲーム音楽の魅力を様々な人に伝えている。

## 単独公演
「第一回演奏会」
- 2012年4月6日、深川江戸資料館小劇場[4]
- 箏・十七絃：沖政一志、小池摩美、神谷舞
- 三味線：浅野藍
- 尺八：大賀悠司、神永大輔
- 演奏曲目：がんばれゴエモンメドレー、月風魔伝メドレー、ファイナルファンタジーIIIメドレー、ほか

「第二回演奏会」
- 2013年12月23日、深川江戸資料館小劇場[5]
- 箏・十七絃：芦垣雪衣、沖政一志、神谷舞、小池摩美、藤原沙矢香
- 三味線：浅野藍、田辺明
- 尺八：大賀悠司、神永大輔、田野村聡
- ゲスト： 鈴華ゆう子（独唱）、ほか
- 演奏曲目：コナミメドレー、『信長の野望』より、サ・ガメドレー、サクラ大戦、ほか

「第三回演奏会」
- 2014年12月28日、江東区文化センター[6]
- 箏・十七絃：沖政一志、芦垣雪衣、神谷舞、小池摩美、中嶋ひかる
- 三味線：田辺明、浅野藍
- 尺八：神永大輔、田野村聡、吉岡龍之介、大賀悠司
- ゲスト： 逢坂誉士（薩摩琵琶）、530(ゴサマル)（三線）、寂空（津軽三味線）
- 演奏曲目：カプコン特集、ゲーム音楽で知る三味線の歴史、聖剣伝説3メドレー、ほか

「第四回演奏会」
- 2016年12月17日、トッパンホール[7]
- 箏・十七絃：芦垣雪衣、沖政一志、神谷舞、小池摩美、平野寿里、藤原沙矢香、中嶋ひかる
- 三味線：浅野藍、田辺明
- 尺八：大賀悠司、神永大輔、三井闌山、吉岡龍之介
- ゲスト： HIDE×HIDE（尺八、中棹三味線）、梅屋喜三郎（鼓）
- 演奏曲目：『ポケットモンスター 赤・緑』より、『平安京エイリアン』より、『ブレイブリーデフォルト フライングフェアリー』より、ほか

模範演奏会
- 2019年5月1日、亀戸文化センターホール[8]
- 箏・十七絃：沖政一志、芦垣雪衣、神谷舞、田辺明、谷富愛美（賛助出演）、中嶋ひかる
- 尺八：大賀悠司、神永大輔、吉岡龍之介
- 演奏曲目：ムーンライト伝説、レット・イット・ゴー、夢の輪、流星群、ほか
  - 同年1月の「世界の果てまでイッテQ!」出演（後述）をきっかけとしたスピンオフ企画として昼夜二公演で開催、番組内で放映された課題曲をはじめ、学校の箏曲部等の部活動・サークル活動などの参考になることを目的とした「模範演奏」を披露した

10周年記念演奏会
- 2022年4月6日、かつしかシンフォニーヒルズ・アイリスホール[9]
- 箏・十七絃：沖政一志、芦垣雪衣、神谷舞、小池摩美、中嶋ひかる、平野寿里
- 三味線：浅野藍、田辺明
- 尺八：神永大輔、三井闌山、吉岡龍之介[注 1]
- 演奏曲目：がんばれゴエモン、源平討魔伝、天穂のサクナヒメ、CHRONO CROSS ～時の傷痕～、ブレイブリーデフォルト フライングフェアリー

### その他の活動
- 2013年1月 Falcom jdk BAND 2013 New Year Live in NIHONBASHI MITSUI HALLにオープニングアクトで出演 演奏曲目：雪の五条大橋（戦国ソーサリアン）、FEENA（イース）
- 2015年4月 ニコニコ超会議2015に出演
- 2017年2月 闘会議2017に出演
- 2017年11月「第32回国民文化祭・なら2017」「第17回全国障害者芸術・文化祭なら大会」に出演
- 2019年1月放映の日本テレビ系列「世界の果てまでイッテQ!新春3時間SP」で箏の合奏演奏を指導、番組には沖政一志らファミ箏メンバーも出演した[11][12]
- 2021年5月、天穂のサクナヒメアレンジアルバム『実演楽曲集 奏 ―かなで―』（大嶋啓之）に参加[13][14]

## ディスコグラフィ
- 初弾 （2013年）
- 弐弾 （2016年）

### ファミ箏メンバーが所属する他グループ・ユニット
- 神永大輔 / 和楽器バンド
- 大賀悠司 / 日本音楽集団
- 浅野藍 / 女三味線弾き ねのいろ（女性三味線奏者6人組）
- 芦垣雪衣 / 和楽器オーケストラあいおい（箏、三味線、尺八、篠笛、能管、薩摩琵琶、小鼓、締太鼓、大太鼓等々、日本の伝統楽器で構成するグループ）
- 田辺明・神谷舞 / サイタマティック（「和楽器で埼玉愛」を合言葉に埼玉出身の奏者で構成された和楽器カルテット）[15]
- 中嶋ひかる / 和装楽団 互-tagai-（東京芸術大学卒業生で結成されたグループ）
- 平野寿里 / むつのを（プロ演奏家約50人を擁する和楽器オーケストラ）
- 三井闌山 / 馬喰町バンド（ゲスト参加）